# Passage Roland-Topor
Le passage Roland Topor est une voie du 10e arrondissement de Paris, en France.

## Situation et accès
Situé à mi-distance entre la gare de l'Est et le canal Saint-Martin, le passage débute au 16, avenue de Verdun. Non accessible à la circulation, il passe sous un immeuble pour donner accès à un terrain sportif.

## Origine du nom

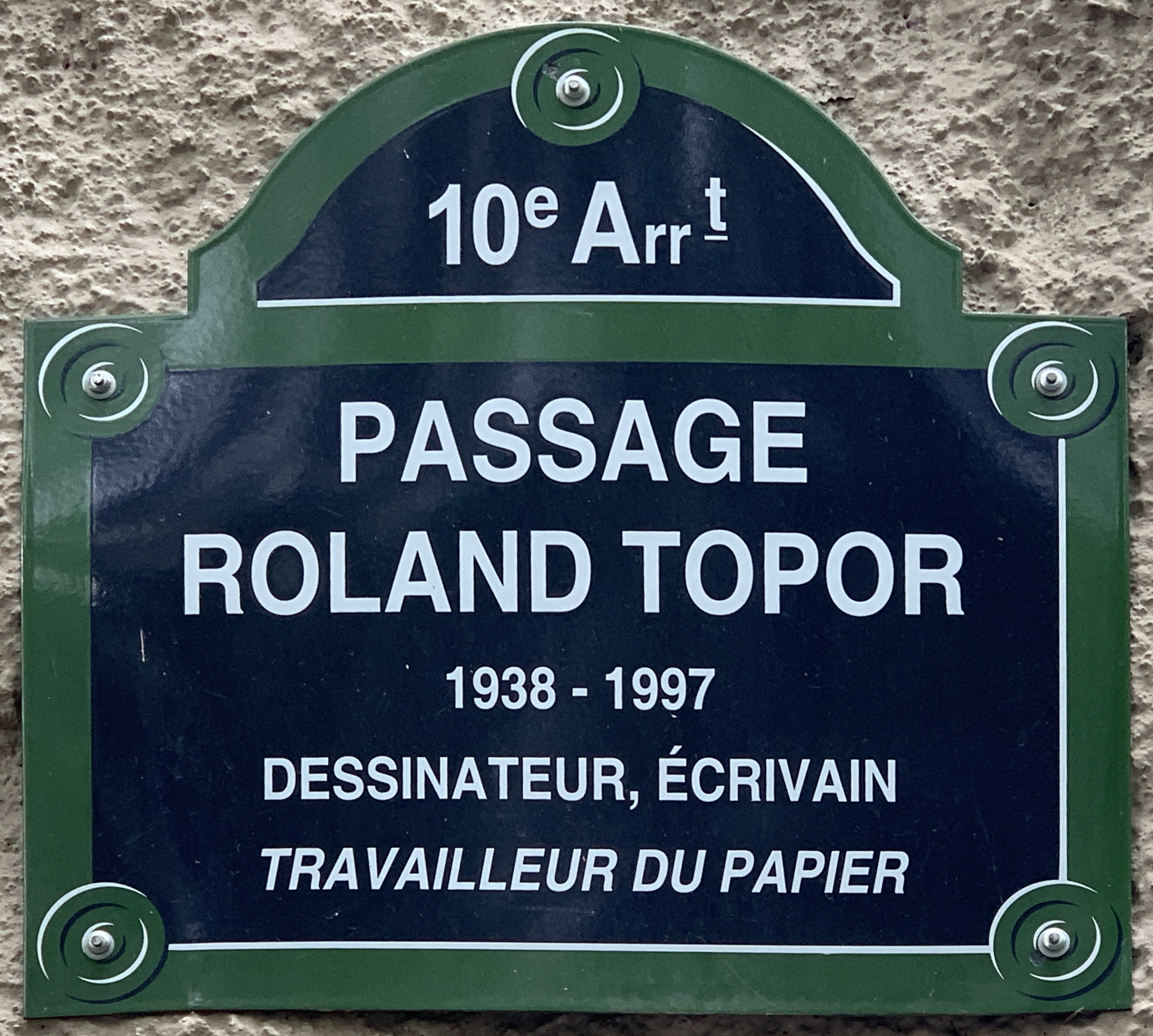
Plaque du passage.

Il porte le nom de l'artiste Roland Topor, originaire de l'arrondissement.

## Historique
La dénomination lui est donnée en 2016 et le passage est inauguré en 2017.